# Lotus T127
El Lotus T127 es el monoplaza con el cual compite en la temporada 2010 de Fórmula 1 el equipo Lotus Racing. Fue pilotado por Jarno Trulli y Heikki Kovalainen.

## Presentación
El T127 fue presentado el 12 de febrero de 2010 en Londres, luciendo los clásicos colores del antiguo Team Lotus. En el acto estuvieron el jefe de equipo, Tony Fernandes, junto con los pilotos del equipo: Jarno Trulli, Heikki Kovalainen y Fairuz Fauzy.

## Temporada 2010
En su debut en la temporada 2010, Lotus fue capaz de llegar a la línea de meta con el monoplaza de Heikki Kovalainen, algo que se repitió en la segunda cita, en Australia. El T127 se mostró como el mejor coche de entre los nuevos, y poco a poco iba mejorando para distanciarse más de los otros equipos nuevos, aunque aún no podían luchar con los demás. Sin embargo, en España no dieron el salto cualitativo que esperaban (se habló de un segundo) y en Silverstone llegó la última evolución del año. Ello no impidió que consiguieran sus mejores posiciones en carrera en Suzuka, cerrando la temporada como los mejores entre los nuevos.

### Festejo de los 500 Grandes Premios

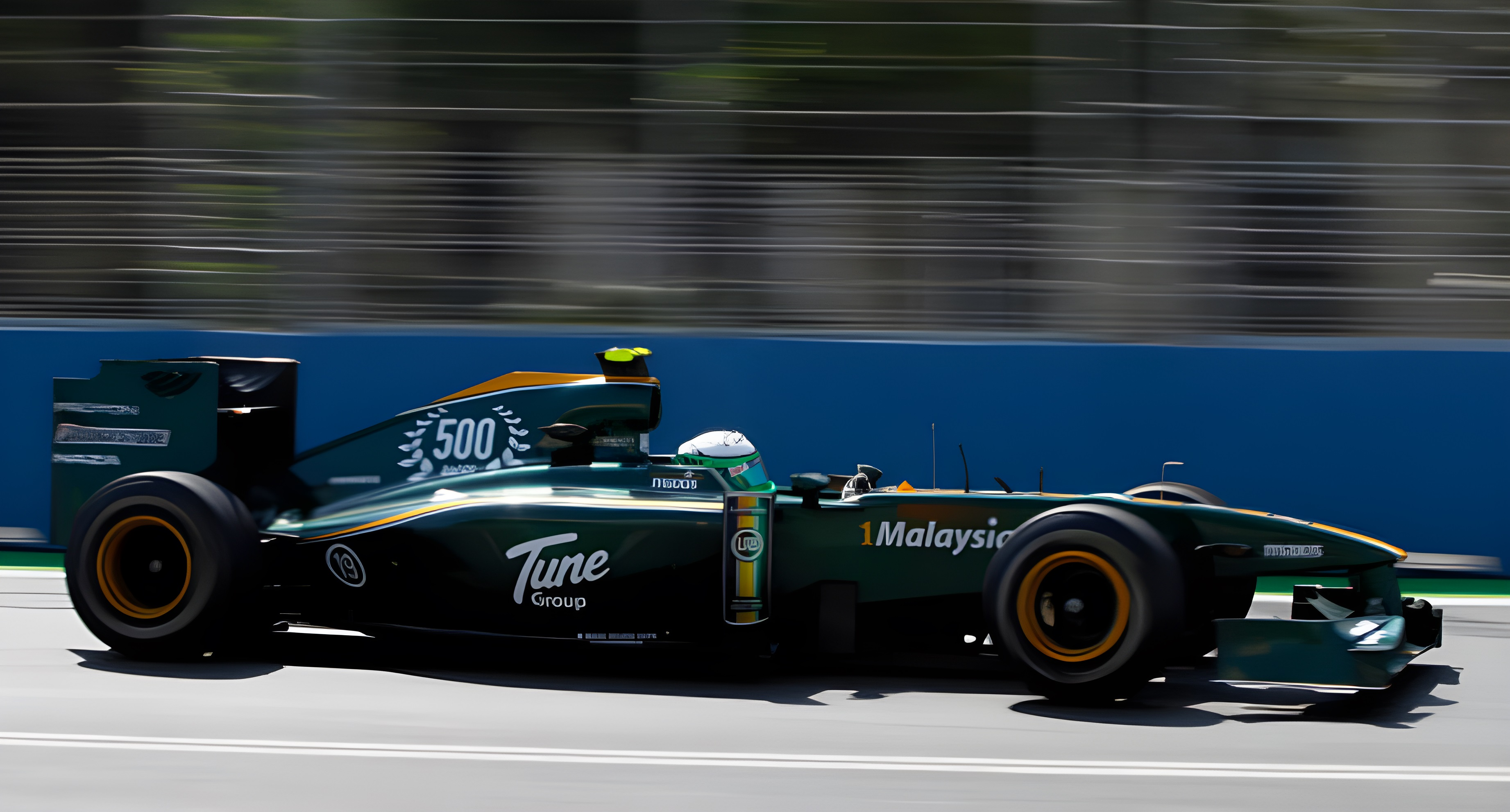
Para la ocasión, Lotus cambió la decoración habitual del coche y agregó un logo con el número 500.

Durante el Gran Premio de Europa de 2010, disputado en el circuito urbano de Valencia, el equipo Lotus festejó sus 500 Grandes Premios en la Fórmula 1, contabilizando las 493 carreras que disputó Team Lotus entre 1958 y 1994. Para dicha ocasión, el equipo cambió la decoración habitual de su monoplaza, incluyendo el número 500 entre laureles en ambos lados de la parte trasera del Lotus T127, así como su inclusión dentro de las instalaciones del box y en otras áreas.
De esta celebración, también participó la familia de Chapman, fundador de Team Lotus en la década de los 50, adquiriendo el equipo una mayor notoriedad a la habitual. Este festejo fue el puntapié inicial para que, medio año después, el equipo confirmara la compra de los derechos sobre la marca "Team Lotus", su nombre y sus símbolos para su uso en 2011.
A nivel deportivo, el festejo no fue el esperado. Lotus se despidió del circuito callejero de Valencia con sólo uno de los coches habiendo podido finalizar la carrera (Jarno Trulli), mientras que Heikki Kovalainen protagonizó un peligroso accidente con Mark Webber (Red Bull).

## Resultados
(Clave) (negrita indica pole position) (cursiva indica vuelta rápida)

| Año  | Motor                   | Neu. | N.º | Pilotos           | 1   | 2   | 3   | 4   | 5   | 6   | 7   | 8   | 9   | 10  | 11  | 12  | 13  | 14  | 15  | 16  | 17  | 18  | 19  | Puntos | Pos. |
| ---- | ----------------------- | ---- | --- | ----------------- | --- | --- | --- | --- | --- | --- | --- | --- | --- | --- | --- | --- | --- | --- | --- | --- | --- | --- | --- | ------ | ---- |
| 2010 | Cosworth CA 2010 2.4 V8 | B    |     |                   | BHR | AUS | MYS | CHN | ESP | MON | TUR | CAN | EUR | GBR | GER | HUN | BEL | ITA | SIN | JPN | RCO | BRA | ABU | 0      | 10.º |
| 2010 | Cosworth CA 2010 2.4 V8 | B    | 18  | Jarno Trulli      | 17† | DNS | 17  | Ret | 17  | 15† | Ret | Ret | 21  | 16  | Ret | 15  | 19  | Ret | Ret | 13  | Ret | 19  | 21† | 0      | 10.º |
| 2010 | Cosworth CA 2010 2.4 V8 | B    | 19  | Heikki Kovalainen | 15  | 13  | NC  | 14  | DNS | Ret | Ret | 16  | Ret | 17  | Ret | 14  | 16  | 18  | 16† | 12  | 13  | 18  | 17  | 0      | 10.º |